# Chris Martin

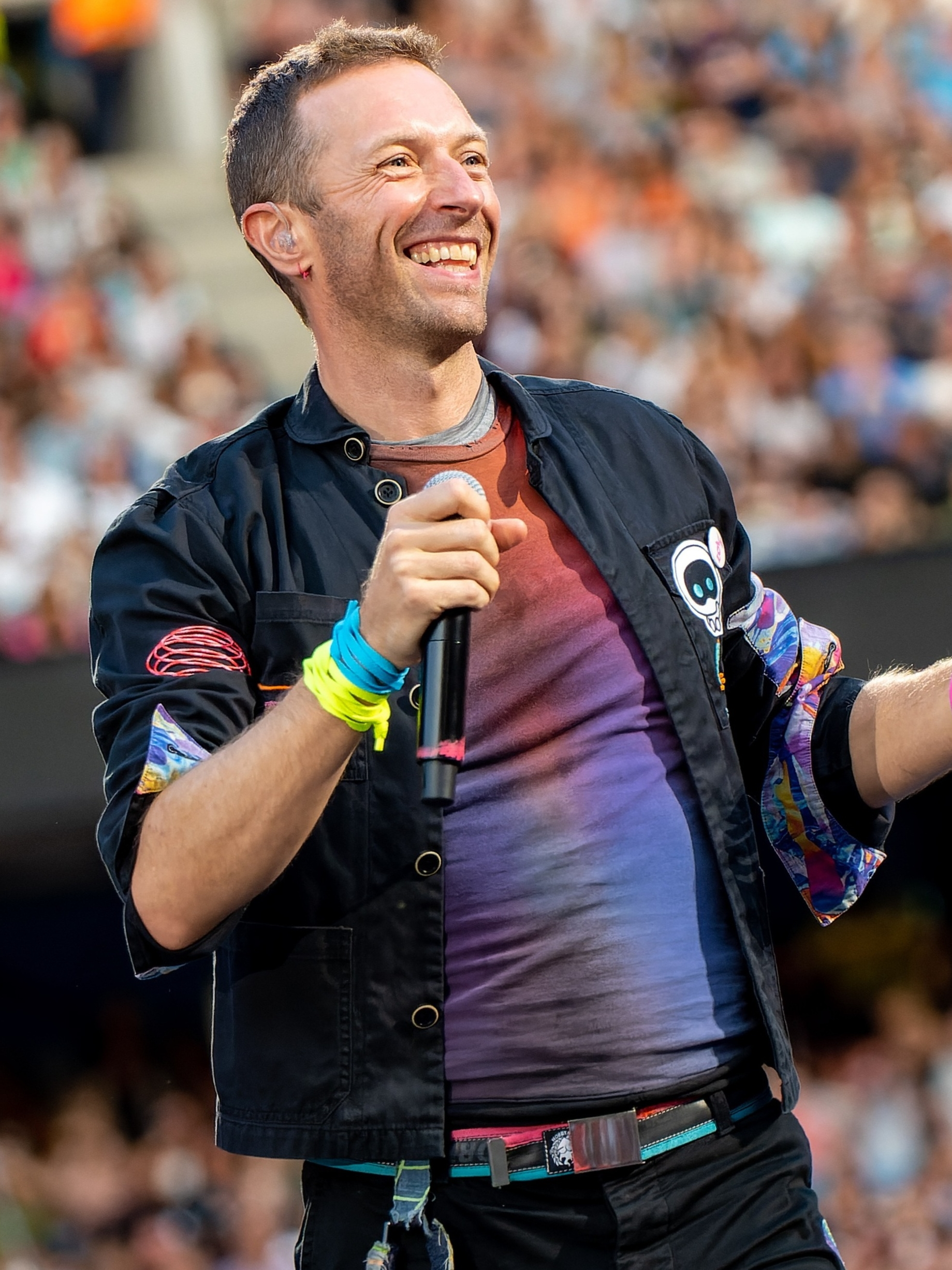
Chris Martin (2023)

Christopher „Chris“ Anthony John Martin (* 2. März 1977 in Exeter, Devon) ist ein britischer Musiker. Er ist Sänger, Pianist, Gitarrist, Komponist sowie Frontmann der Pop-Rock-Band Coldplay.

## Leben und Karriere
Martin kam als Sohn der Musiklehrerin Alison Martin und des Buchhalters Anthony Martin zur Welt. Er hat vier jüngere Geschwister. Martin studierte Alte Geschichte am University College London und arbeitete nebenher als Schildermaler. 2000 schloss er das Studium erfolgreich ab. Auf dem College lernte er 1996 Guy Berryman, Jonny Buckland und Will Champion kennen, mit denen er schließlich Coldplay gründete. Er war ab Dezember 2003 mit der oscarprämierten Schauspielerin Gwyneth Paltrow verheiratet. Ihre Tochter Apple Blythe Alison Martin wurde am 14. Mai 2004 in London geboren. Außerdem haben sie zusammen den am 12. April 2006 in New York City geborenen Sohn namens Moses Bruce Anthony. Moses war auch der Name eines Songs, den Martin für Paltrow 2003 schrieb, der aber nur auf dem Livealbum Live 2003 enthalten ist. Im März 2014 gab das Paar nach über zehn Jahren Ehe seine Trennung bekannt. Diese inspirierte ihn während der Produktion des sechsten Studioalbums Ghost Stories (16. Mai 2014), die Geschichte eines Mannes zu erzählen, der nach einer Trennung verschiedene emotionale Phasen bis hin zur Akzeptanz der Situation durchlebt. Die Ehe wurde im Juli 2016 geschieden. Seit Oktober 2017 war er mit der Schauspielerin Dakota Johnson liiert. Im Juni 2025 trennte sich das Paar. 
Martin unterstützt die Entwicklungshilfsorganisation Oxfam, die Make-Poverty-History-Bewegung und den Kauf von fair gehandelten Produkten (Make Trade Fair). Aus Solidarität mit den Hilfsorganisationen trug er während vieler Konzerte auf dem linken Handrücken zwei schwarze Balken (Gleichheitssymbol). Auch sein Klavier war eine Zeitlang so verziert, ist aber inzwischen vollkommen mit Graffiti bemalt. Die Vermutung, er ernähre sich rein pflanzlich (vegan), wurde von ihm dementiert. Er ist beim Schreiben linkshändig, beim Gitarrespielen und Malen aber rechtshändig.

## Weiteres
Der Erfinder der Sommerzeit, William Willett, ist Martins Ururgroßvater.
Anlässlich der Grammy Awards 2020 fand am 28. Januar 2020 im Los Angeles Convention Center in Los Angeles ein Tribut-Konzert für Prince unter dem Motto Let’s Go Crazy: The Grammy Salute to Prince statt, bei dem Martin mit Susanna Hoffs den Song Manic Monday sang. Das Konzert wurde am 21. April 2020 – dem vierten Todestag von Prince – im US-Fernsehen ausgestrahlt.

## Mitwirkung bei anderen Musikprojekten

### Gesang

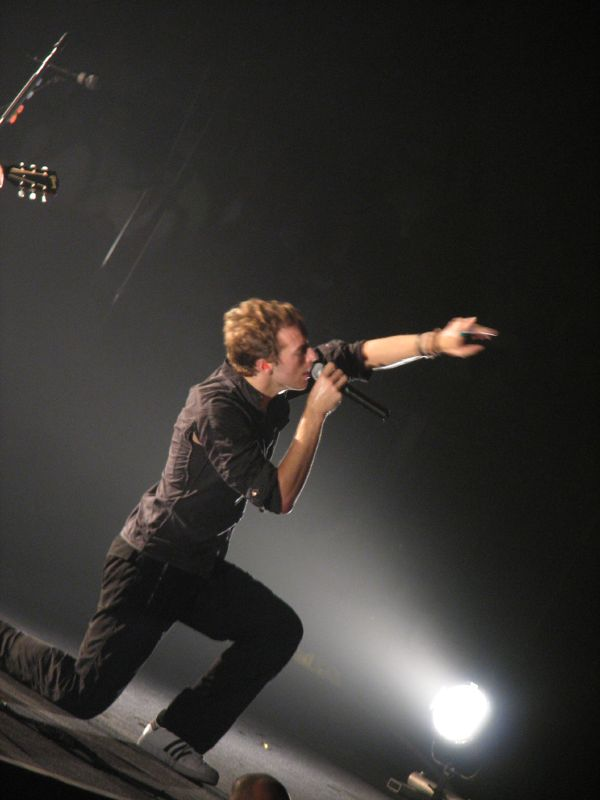
Martin in Hongkong (2006)

- 2001: Bono & Edge feat. Chris Martin und Brian Eno – What’s Going On (auf der Extended Play What’s Going On)
- 2001: Benjamin Diamond – Little Scare (auf der Extended Play Little Scare)
- 2002: Faultline feat. Chris Martin – Where Is My Boy (auf dem Album Your Love Means Everything)
- 2002: Faultline feat. Chris Martin – Your Love Means Everything Pt. II (auf dem Album Your Love Means Everything)
- 2003: Ron Sexsmith feat. Chris Martin – Gold in Them Hills (auf dem Album Cobblestone Runway)
- 2003: Ian McCulloch feat. Chris Martin & Jonny Buckland – Sliding (auf der Extended Play Slideling)
- 2003: Ian McCulloch feat. Chris Martin & Jonny Buckland – Arthur (auf der Extended Play Slideling)
- 2004: Ash feat. Chris Martin – Everybody's Happy Now (auf dem Soundtrack-Album zu Shaun of the Dead)
- 2006: Michael Stipe feat. Chris Martin – In the Sun (auf der Extended Play In the Sun)
- 2006: Nelly Furtado feat. Chris Martin – All Good Things (Come to an End) (auf dem Album Loose)
- 2007: Kanye West feat. Chris Martin – Homecoming (auf dem Album Graduation)
- 2007: Swizz Beatz feat. Chris Martin – Part of the Plan (auf dem Album One Man Band Man)
- 2014: The Impossible Orchestra – God Only Knows (Aufnahme 27 bekannter Musiker und des BBC Concert Orchestra für BBC Music)[13]
- 2015: Avicii feat. Chris Martin – True Believer (auf dem Album Stories)
- 2017: Dua Lipa feat. Chris Martin – Homesick (auf dem Album Dua Lipa)
- 2019: Avicii feat. Chris Martin – Heaven (auf dem Album Tim)
- 2024: Jacob Collier feat. Chris Martin & aespa – Over You (auf dem Album Djesse Vol. 4)

### Autorenbeteiligungen und Produktionen
- 2004: Embrace – Gravity – geschrieben von Martin (auf dem Album Out of Nothing)
- 2004: Jamelia – See It in a Boy's Eyes – geschrieben von Martin (auf dem Album Thank You)
- 2006: Nelly Furtado – All Good Things (Come to an End) – teilweise geschrieben von Martin (auf dem Album Loose)
- 2006: Jay-Z – Beach Chair – produziert von Martin (auf dem Album Kingdom Come)